# 허브 (식물)

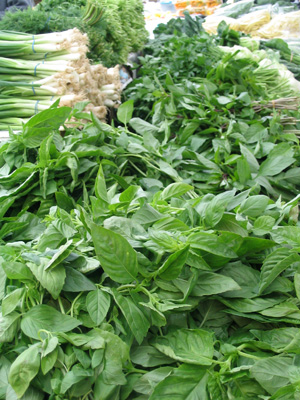
일반적인 허브 식물의 모습.

허브(herb)는 서양에서 향료나 약으로 사용하기 위해 키우는 식물을 말한다. 미국에서는 "herb"가 "herbaceous plant"의 약자로 쓰인다. 하지만 영국에서는 다르게 쓴다. 허브는 음식, 약재, 종교적 의식에 쓰인다. 참고로, 허브는 당귀 등 전통적인 약초나 약용 식물과 용어는 다르나 건강 유지와 병의 치료를 위한 약초로 활용한다는 점에서 유사하다.

## 식용 허브
식용 허브라고 불리는 재료는 보통 우리가 알고 있는 채소와 다르다. 채소같이 식재료보다 허브는 향신료와 같이 미량으로 맛을 내는데 사용한다.
대중적인 식용 허브로는 보통 여러해살이 식물인 백리향, 라벤더나 두해살이 식물인 파슬리, 한해살이 식물인 바질 등이 있다.

## 종교적 의식 허브
허브는 여러 종교에서 사용되며 몰약, 유향은 중동지역과 로마의 고대종교에서도 사용되었으며, 현재 기독교에서 쓰인다. 인도멀구슬나무, 바질, 툴시는 힌두교에서 사용된다. 시베리아 샤머니즘에서도 허브는 종교적 용도로 쓰인다.

## 기타
민트, 레몬타임, 레몬밤, 로즈메리, 루콜라와 같은 허브 이외에도 레몬 버베나, 세이지, 스테비아, 속칭 구문초로 알려진 로즈 제라늄, 장미 허브, 타임, 체리 파이로도 불리나 고양이와 개 등 반려동물에게 치명적인 헬리오트로프라는 허브도 있다.

## 같이 보기
- 허브 및 향신료 목록
- 허브차
- 나물
- 향신채